# ムハンマド・ダーウード
サルダール・ムハンマド・ダーウード・ハーン（パシュトー語: سردار محمد داود خان、Mohammed Daoud Khan、1909年7月18日 - 1978年4月27日）は、アフガニスタンの政治家、大統領。旧王族の一人で、最後のアフガニスタン国王となったザーヒル・シャーの従兄弟。ダーウードはダウドとも表記されるが、ムハンマド・ダウド・シャーとは別人。

## 略歴
1953年9月から1963年まで首相。首相在任時、ムハンマド・ダーウードは国軍の近代化を重要な任務と考え、ソビエト連邦に援助を要請した。1956年からソ連の軍事援助がアフガニスタンに提供され、アフガン軍にはソ連の軍事顧問団が駐在し、アフガン軍将校はソ連に留学した。
ダーウードは軍事分野のほか、経済及び社会・教育システムにおいても改革に着手した。改革に反発したウラマー会議は、反政府キャンペーンを組織した。これに対して、ウラマーに対する大規模な弾圧を行って以降、旧世代のムッラーは社会に対する影響力を失い、これに変わって急進的なイスラーム主義を志向するマドラサの学生たちが台頭するようになった。
世論の反発を受け、1963年にザーヒル・シャーによってダーウードは首相の座から退けられたが、1973年7月17日、病気療養のためにザーヒル・シャーがアフガニスタンを離れた隙を突いてクーデターを成功させた（1973年アフガニスタンのクーデター）。
ダーウードはザーヒル・シャーを追放、王政を廃止したうえで、共和制への移行と自らの「アフガニスタン共和国大統領」就任を宣言し、1977年2月14日、ロヤ・ジルガにおいて正式に大統領に選出。イスラーム主義者に対する弾圧が強化され、後にムジャーヒディーンの指導者となるグルブッディーン・ヘクマティヤール、ブルハーヌッディーン・ラッバーニー、アフマド・シャー・マスードなども国外に逃れざるを得なかった。
弾圧は当初彼の改革を支持していたアフガニスタン人民民主党のパルチャム派にも及び、彼らは政府から追放された。1978年4月27日、アフガニスタン人民民主党支持者の将校が指揮する数台の戦車、3機の飛行機及び歩兵の小部隊が軍事クーデターを起こし、大統領府にいた家族18人と共に革命派将校により殺害された。その後、遺体はどこかへと持ち去られ、最近まで所在が分からなくなっていたが、ダーウードを殺害した元革命派将校が「当時、革命派の拠点だった軍の駐屯地の庭に埋めた」と証言し、2008年に同地でクーデターの犠牲者15人と共に地中から30年ぶりに遺体が発見された。

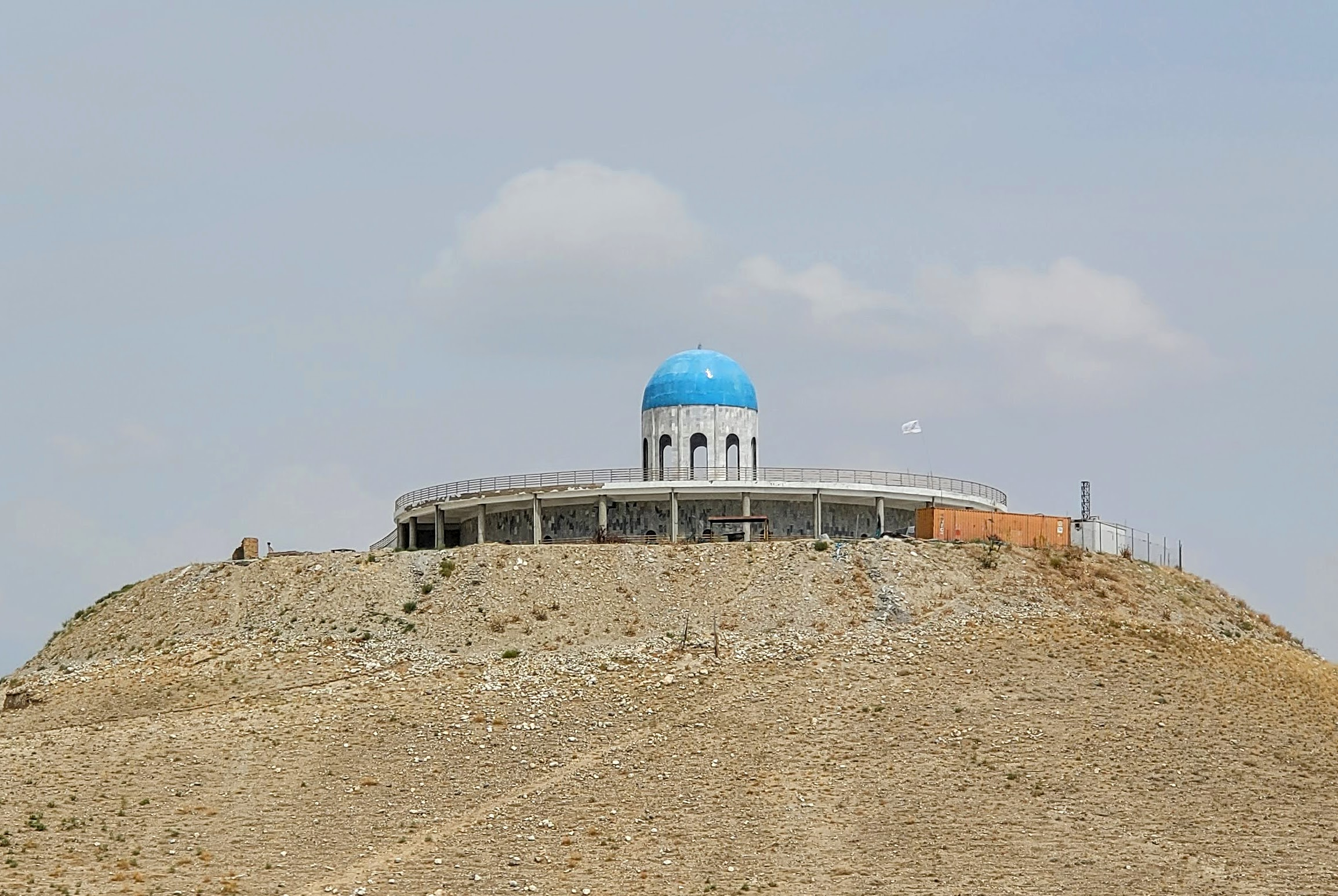
ダーウードの墓

2009年3月18日、ダーウードのためにカーブルで国葬が執り行われ、ハーミド・カルザイ大統領や政府閣僚、ダーウードの孫も出席した。この際、ダーウードの孫からの要請で反政府武装勢力タリバンは国葬への攻撃を行わないと約束した。